# Saint-Martin (Dolny Ren)
Saint-Martin – miejscowość i gmina we Francji, w regionie Grand Est, w departamencie Dolny Ren.
Według danych na rok 1990 gminę zamieszkiwało 306 osób, a gęstość zaludnienia wynosiła 77 osób/km² (wśród 903 gmin Alzacji Saint-Martin plasuje się na 590. miejscu pod względem liczby ludności, natomiast pod względem powierzchni na miejscu 562.).